# Vitkus
Vitkus ist ein litauischer männlicher Familienname.

## Ableitungen
- Vitkauskas
- Vitkevičius

## Weibliche Formen
- Vitkutė (ledig)
- Vitkuvienė (verheiratet)

## Personen
- Balys Vitkus (1898–1988), Agronom, Rektor
- Gediminas Vitkus (* 1962),  Politikwissenschaftler,  Professor